# Temse
För andra betydelser, se Temse (olika betydelser).
Temse (franska: Tamise) är en kommun i provinsen Östflandern i regionen Flandern i Belgien.
Kommunen består av städerna Elversele, Steendorp, Temse och Tielrode. Temse hade 29 194 invånare (2016). Kommunens totala yta är 39,92 kvadratkilometer.